# بهووریهی
ترکیبات بهووریهی (bahuvrihi)، واژه‌های مرکبی هستند که از دو جزء تشکیل شده‌اند و در حالی که به شیء یا شخصی اشاره می‌کنند که ویژگی مذکور را دارد، هیچ‌یک از اجزای آن به‌تنهایی به آن شیء یا شخص اشاره نمی‌کنند. به‌عنوان مثال، در واژهٔ «ساده‌دل»، اجزای «ساده» و «دل» به‌تنهایی به فردی با ویژگی سادگی اشاره ندارند، اما ترکیب آن‌ها به فردی با این ویژگی اشاره می‌کند.
مثال‌های دیگری از این ترکیبات عبارت‌اند از: «کوچک‌مغز»، «کم‌دل»، «دل‌پاک»، «کم‌مغز»، «زن‌صفت» و «چشم‌پاک». برای نمونه، در واژهٔ «دل‌پاک»، ترکیب «دل» و «پاک» به فردی با قلبی پاک اشاره دارد.
این ترکیبات نشان می‌دهند که فرایند خلق و درک آن‌ها تصادفی نیست، بلکه از الگوهای مفهومی نظام‌مند و مشخصی تبعیت می‌کند.
این تعریف را زبان‌شناس کهن هندی، پانینی، ارائه داده و از واژه مرکبِ سانسکریت «بهوو-ریهی» برای نمونه‌ای از چنین واژه‌هایی استفاده کرده که هرچند معنای تحت‌اللفظی آن «دارای برنج فراوان، فراوان‌برنج» است، اما برای اشاره به «فرد ثروتمند» به‌کار می‌رود.